# NGC 751
NGC 751 је елиптична галаксија у сазвежђу Троугао која се налази на NGC листи објеката дубоког неба.
Деклинација објекта је + 33° 12' 9" а ректасцензија 1h 57m 33,1s. Привидна величина (магнитуда) објекта NGC 751 износи 12,2 а фотографска магнитуда 13,2. NGC 751 је још познат и под ознакама UGC 1431, MCG 5-5-35, CGCG 503-62, KCPG 46B, KUG 0154+329, 6ZW 123, ARP 166, VV 189, PGC 7370.